# Liste der Baudenkmale in Neu Poserin
In der Liste der Baudenkmale in Neu Poserin sind alle Baudenkmale der Gemeinde Neu Poserin (Landkreis Ludwigslust-Parchim) und ihrer Ortsteile aufgelistet (Stand: Januar 2021).

## Legende
In den Spalten befinden sich folgende Informationen:
- ID-Nr: Die Nummer wird von den Denkmalämtern der Landkreise vergeben. Wenn sie nicht bekannt ist, bleibt die Spalte leer. In dieser Spalte kann sich zusätzlich das Wort Wikidata befinden, der entsprechende Link führt zu Angaben zu diesem Denkmal bei Wikidata.
- Lage: die Adresse des Denkmales und die geographischen Koordinaten.
Link zu einem Kartenansichtstool, um Koordinaten zu setzen. In der Kartenansicht sind Denkmale ohne Koordinaten mit einem roten bzw. orangen Marker dargestellt und können in der Karte gesetzt werden. Denkmale ohne Bild sind mit einem blauen bzw. roten Marker gekennzeichnet, Denkmale mit Bild mit einem grünen bzw. orangen Marker.
- Bezeichnung: Bezeichnung, so wie sie in den offiziellen Listen der Denkmalämter steht. Ein Link hinter der Bezeichnung führt zum Wikipedia-Artikel über das Denkmal. Wenn die Bezeichnung der Denkmalämter inhaltlich fehlerhaft ist, ist in der Spalte „Beschreibung“ darauf hinzuweisen.
- Beschreibung: Beschreibung des Denkmales
- Bild: ein Bild des Denkmales und gegebenenfalls einen Link zu weiteren Fotos des Denkmals im Medienarchiv Wikimedia Commons

## Neu Poserin
| ID | Lage                    | Bezeichnung                         | Beschreibung | Bild                          |
| -- | ----------------------- | ----------------------------------- | --- | ----------------------------- |
|    | Lindenstraße 20 (Karte) | Gutshaus (Altenheim) mit Park       | 2-gesch., 11-achs. 1850 umgebauter Putzbau mit Walmdach, Fassade nach 1945 vereinfacht; Gut der Familien von Reden (bis 1802), von Vincke, Graf von Münster (ab 1814), von Henckel, Rosenow (ab 1862), Diestel (ab 1813) und Druchtel. | Gutshaus (Altenheim) mit Park |
|    | Lindenstraße            | Gedenkstein für die Kollektivierung | |                               |

## Groß Poserin
| ID | Lage    | Bezeichnung             | Beschreibung | Bild                    |
| -- | ------- | ----------------------- | ------------ | ----------------------- |
|    | (Karte) | Friedhofskapelle        |              |                         |
|    | (Karte) | Kirche mit Trockenmauer |              | Kirche mit Trockenmauer |

## Kressin
| ID | Lage                    | Bezeichnung                               | Beschreibung | Bild |
| -- | ----------------------- | ----------------------------------------- | --- | ---- |
|    | Lange Straße 27 (Karte) | Gutshaus und Park, Speicher, Stallgebäude | Neugotischer (Tudorstil), 1-gesch. Putzbau mit Satteldach und 2-gesch. Mittelrisalit; Gut u. a. der Familien Hans Selpcke (um 1900), von Rantzau (um 1914) und von Boddien, 1933 aufgesiedelt. |      |

## Neu Damerow
| ID | Lage                  | Bezeichnung            | Beschreibung | Bild                   |
| -- | --------------------- | ---------------------- | ------------ | ---------------------- |
|    | Am Bahnhof 15 (Karte) | Jagdhaus mit 5 Figuren |              | Jagdhaus mit 5 Figuren |
|    | (Karte)               | Bahnhof                |              | Bahnhof                |
|    | B 192                 | Meilenstein            |              |                        |

## Sandhof
| ID | Lage                  | Bezeichnung                               | Beschreibung | Bild           |
| -- | --------------------- | ----------------------------------------- | ------------ | -------------- |
|    | Waldstraße 35 (Karte) | Forsthof mit Wohnhaus und 2 Stallscheunen |              | Weitere Bilder |